# 飛ばしていくよ
『飛ばしていくよ』（とばしていくよ）は、矢野顕子の31枚目のスタジオ・アルバム。2014年10月22日発売。発売元はビクターエンタテインメント。

## 概要
SPEEDSTAR RECORDSレーベル移籍第一弾アルバム。
本作は「ワイルドな好き勝手」をコンセプトに、作詞・作曲とは別に、編曲を自身が選んだ国内外のトラックメイカーに依頼。先に人選を行い、各人に合いそうな楽曲を選んで依頼していった。また2013年発売のシングル『リラックマのわたし』『ISETAN-TAN-TAN』も収録。
レコーディングは日本とニューヨークで行われた。エンジニアは寺田康彦と小池光夫が担当。同年8月1日には、本作のレコードも発売された。またタイトルチューンのミュージック・ビデオは真鍋大度率いるライゾマティクスが手がけている。
同年5月、本作を携えた東名阪ツアー「飛ばしていくよツアー2014」が行われた。さらに翌2015年5月2日・3日、さくらホールにて本作の全曲ピアノ弾き語りを収録するライブ「『飛ばしていくよ』ピアノ弾き語りバージョン レコーディング・ライブ」を開催。この模様は同年8月26日にライブ・アルバム『飛ばしていくよ Piano Solo Live 2015』として配信限定でリリースされた。

## 収録曲
特記以外 全作詞・作曲：矢野顕子
1. 電話線
  - トラックメイカー：sasakure.UK
  - 自身の1stアルバム『JAPANESE GIRL』収録曲のセルフカバー。
2. 飛ばしていくよ
  - トラックメイカー：AZUMA HITOMI with Sakana Hosomi
3. YES-YES-YES
  - 作詞・作曲：小田和正
  - トラックメイカー：矢野顕子
  - オフコースの同楽曲のカバー。コーラスに大橋トリオが参加。
4. リラックマのわたし
  - トラックメイカー：松本淳一(MATOKKU)
  - リラックマイメージソング。
5. 在広東少年
  - トラックメイカー：砂原良徳
  - 自身の4thアルバム『ごはんができたよ』収録曲のセルフカバー。
6. ごはんとおかず
  - トラックメイカー：sasakure.UK
  - テレビ朝日系「ワイド!スクランブル」テーマソング（2014年4月1日 - 2018年3月30日）。
7. ISETAN-TAN-TAN
  - トラックメイカー：松本淳一(MATOKKU)
  - 伊勢丹オフィシャルソング[8]。コーラスに坂本美雨が参加。
8. 愛の耐久テスト
  - トラックメイカー：Marc Ribot's Ceramic Dog
9. Captured Moment
  - 作詞：Jeff McLean
  - トラックメイカー：sasakure.UK
10. かたおもい
  - トラックメイカー：AZUMA HITOMI with Sakana Hosomi
  - 吉田美奈子の3rdアルバム『FLAPPER』提供曲のセルフカバー。
11. Never Give Up on You
  - トラックメーカー：BOOM BOOM SATELLITES